# CIWL-Teakholzwagen

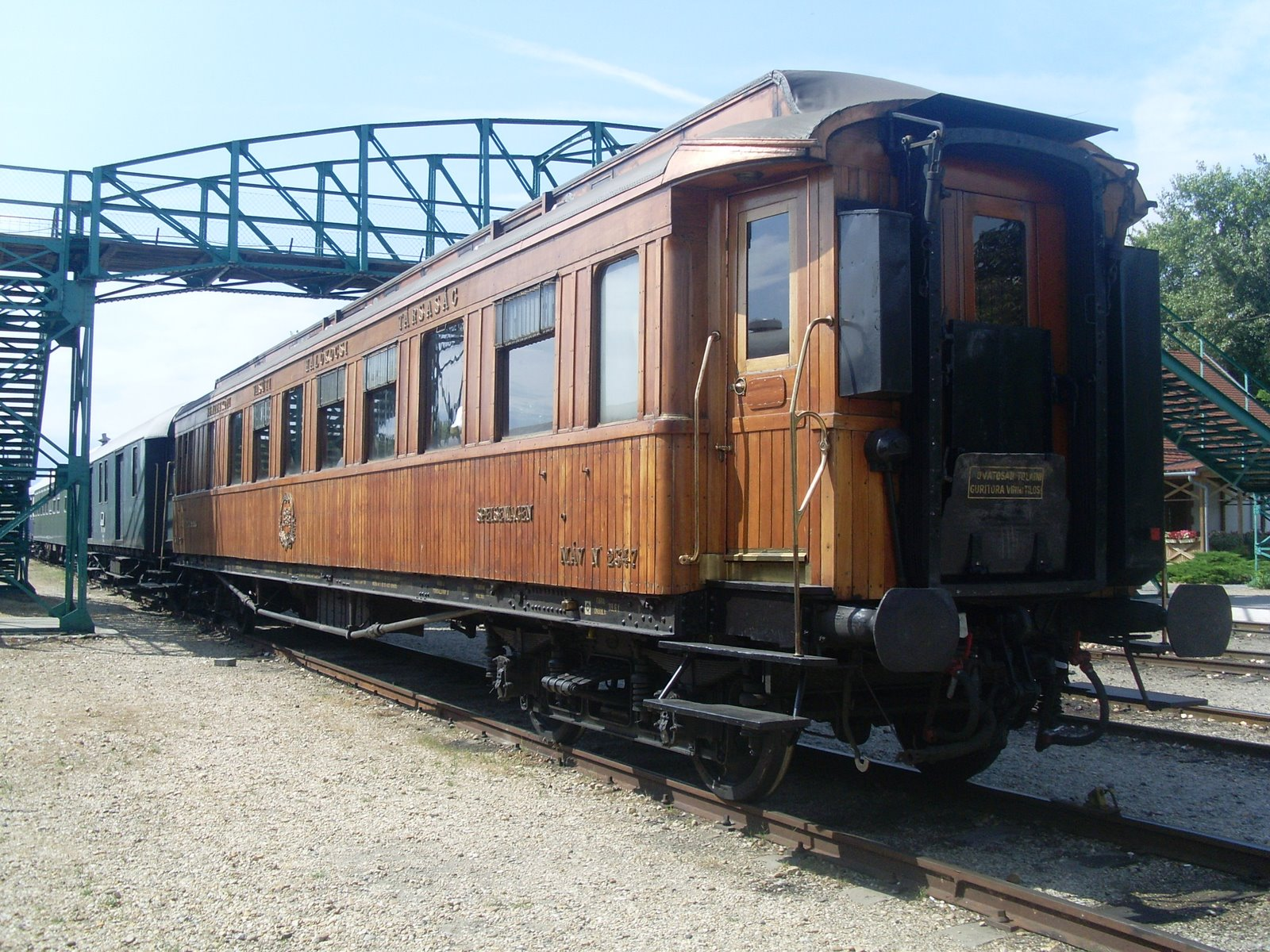
Speisewagen 2347 (Ringhoffer 1906)

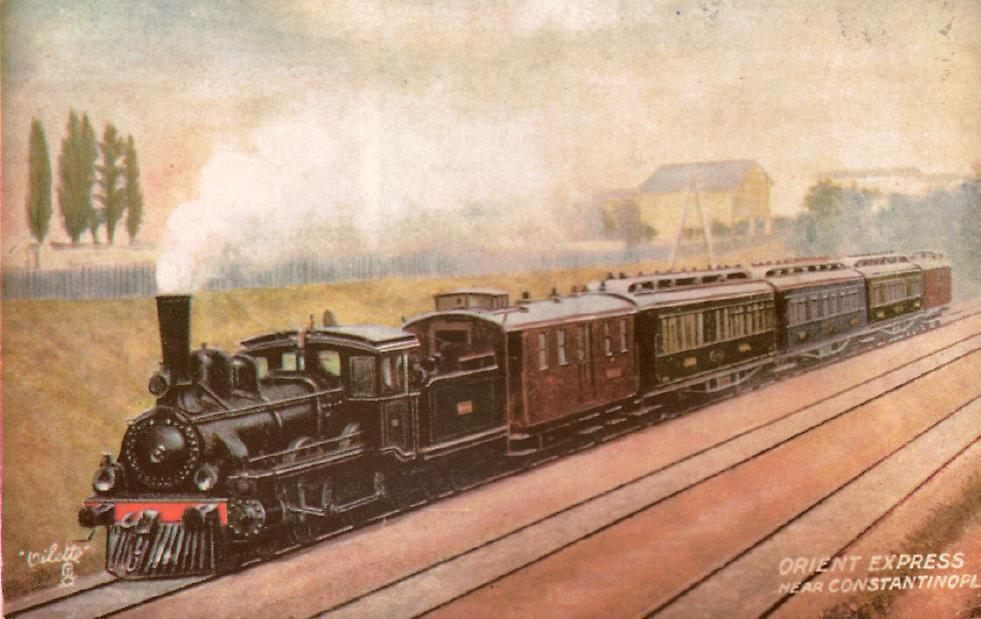
Teakholzwagen im Orient-Express (um 1900)

Teakholzwagen ist ein Sammelbegriff für mehrere Bauarten von Gepäckwagen (F), Schlafwagen (WL), Speisewagen (WR) und Salonwagen (WS) der Compagnie Internationale des Wagons-Lits (CIWL/ISG) mit ähnlichem Aussehen, deren Wagenkasten und insbesondere Außenverkleidung aus Teakholz besteht. Die elegant wirkenden Fahrzeuge liefen unter anderem in den Luxuszügen der CIWL, wie beispielsweise dem Orient-Express.

## Geschichte

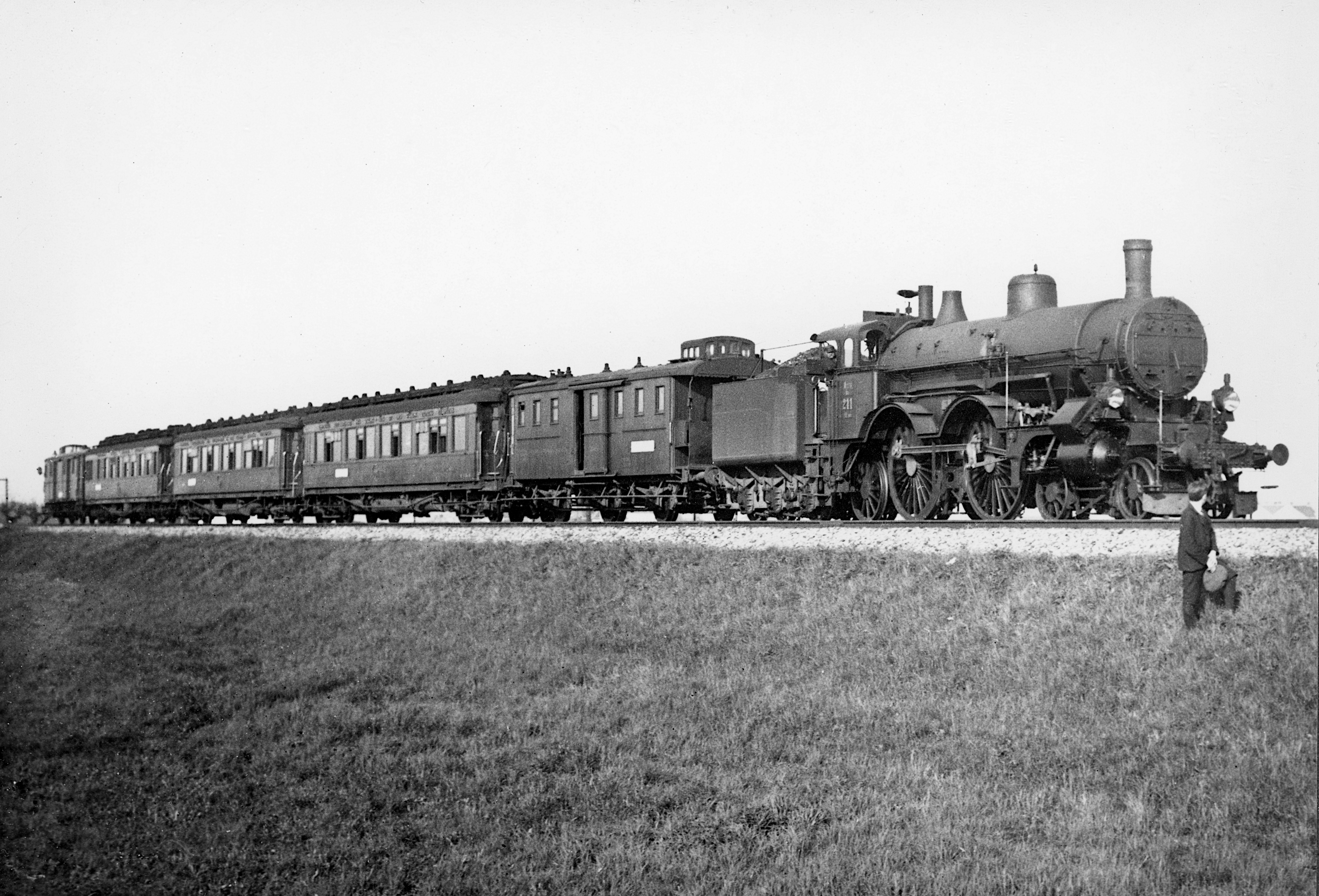
Wien-Neapel-Express bei Atzgersdorf (1. Mai 1913)

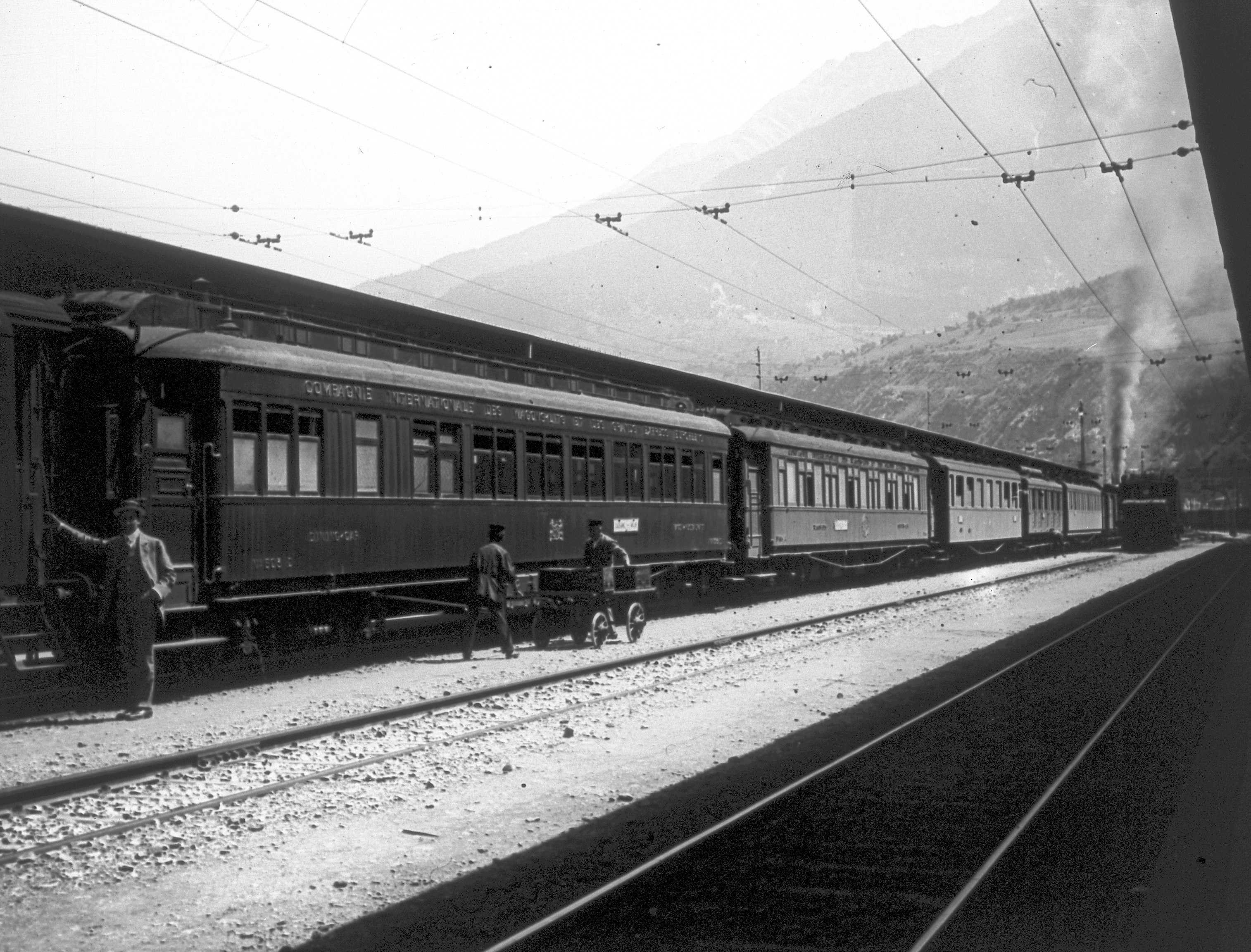
Speise- und Schlafwagen im Simplon-Express

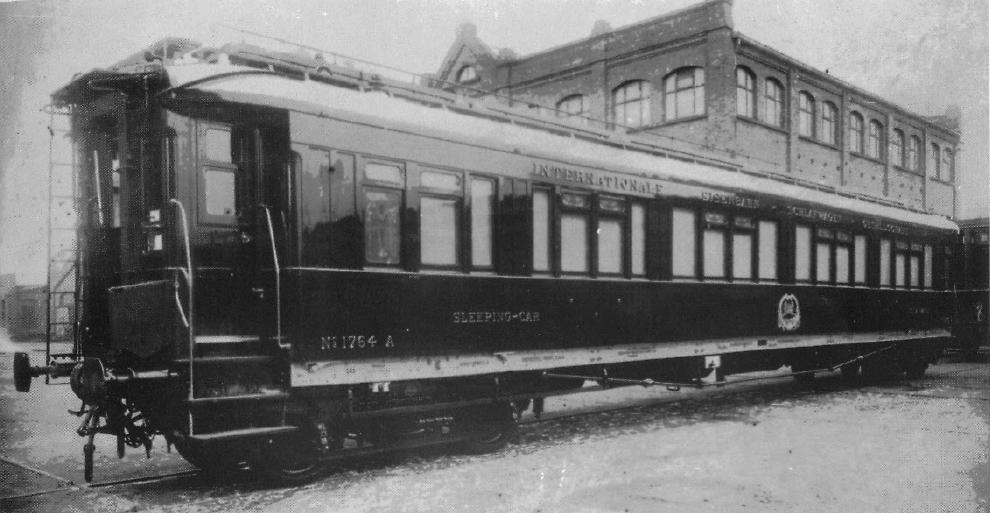
Schlafwagen WL 1764 A (MAN 1908)

Genauso wie Georges Nagelmackers die Idee des Schlafwagens aus den Vereinigten Staaten übernahm, übernahm er das Design dieser, ab den späten 1880er Jahren gebauten Bauart aus den USA. Dort waren vierachsige Wagen dieser Bauart mit Oberlichtdach bereits üblich geworden.
Für europäische Verhältnisse angepasst, prägten die Teakholzwagen bis in die Zwischenkriegszeit das Bild der „Großen Europäischen Expresszüge“ der CIWL wie das des Orient-Express, des St. Petersburg-Nizza-Cannes-Express oder des Ostende-Wien-Express. Auch im von der CIWL betriebenen „Transsibirién“ zwischen Moskau und Wladiwostok liefen Wagen dieser Art, die jedoch aufgrund der erheblich längeren Reisedauer noch luxuriöser ausgestattet waren. Tochtergesellschaften der CIWL wie die Deutsche Eisenbahn-Speisewagen-Gesellschaft oder die Schweizerische Speisewagen-Gesellschaft orderten ebenfalls baugleiche Fahrzeuge. Mehrere, besonders luxuriös ausgestattete Wagen wurden von der CIWL auch auf Weltausstellungen gezeigt.
Zu den Herstellern zählten unter anderem MAN, Van der Zypen & Charlier, Rába in Györ, Officine Mecchaniche, die Ringhoffer-Werke, die ISG-eigene Compagnie Generale des Constructions in Saint-Denis als auch Jackson & Sharp in den USA oder Scandia in Dänemark.
Im Ersten Weltkrieg wurden die im Bereich der Mittelmächte verbliebenen Wagen teilweise von diesen beschlagnahmt und zum Verwundetentransport oder in Militär-Sonderzügen eingesetzt. Zum Teil wurden die Aufschriften der CIWL entfernt. 35 Schlaf- und 64 Speisewagen wurden verkauft und bildeten neben anderen Fahrzeugen den Grundstock der Ende 1916 als Gegenstück zur belgisch-französischen CIWL gegründeten MITROPA, welche die Wagen auch im Balkanzug einsetzte. Nach Kriegsende wurden die Wagen teilweise an die ISG zurückgegeben, verblieben teilweise jedoch in Deutschland.
Der bekannteste Teakholzwagen ist der sogenannte Wagen von Compiègne. In ihm wurde zwei Mal ein Waffenstillstandsvertrag zwischen Frankreich und Deutschland unterzeichnet. Nachdem der originale Wagen 2419 D im Zweiten Weltkrieg zerstört worden war, wurde an seiner Stelle ein Exemplar der identischen Nachfolgeserie (Nr. 2439) aufgestellt.
Nach dem Aufkommen der Ganzstahlwagen, beginnend 1922 mit dem Schlafwagen Typ S, wurden die Teakholzwagen nach und nach in untergeordnete Dienste verdrängt. Dadurch, dass einige Wagen des Typs S auch mit Teakholz-Wagenkasten gebaut wurden, gab es gewissermaßen einen fließenden Übergang zur moderneren Bauart. Einige Fahrzeuge erhielten in den 1930er und 1940er Jahren in ISG-eigenen Werkstätten Aufbauten in Ganzstahlbauweise und ähnelten im Aussehen den neueren Typen.
Nach dem Zweiten Weltkrieg kamen einige Wagen in den Besitz nationaler Eisenbahngesellschaften, beispielsweise der Staatsbahnen Jugoslawiens oder liefen wie im Falle der Österreichischen Bundesbahnen in Bauzügen. Einige Exemplare liefen noch in regulären Kursen bis in die späten 1950er Jahre in Österreich und der Schweiz. Der letzte planmäßig eingesetzte Teakholzwagen in Westeuropa dürfte der von Ringhoffer gebaute Speisewagen 10022 der Schweizerischen Speisewagengesellschaft gewesen sein, welcher bis Oktober 1960 im regulären Dienst stand und seitdem im Verkehrshaus der Schweiz in Luzern museal aufbewahrt wird.

## Konstruktion
Auf einem (bis 1908 mit Holz verstärkten) stählernen Untergestell sitzt ein Wagenkasten aus Eschen- und Teakholz, der außen mit Teakholzbrettchen und -leisten verkleidet ist. Markant ist das an den Enden nach unten gezogene „amerikanische“ Oberlichtdach mit Lüftungsöffnungen.
Je nach Bauart unterschieden sich die einzelnen Baureihen in den Dimensionen, der auf der Pariser Weltausstellung 1900 gezeigte Schlafwagen 680 von Ringhoffer besaß eine Länge über Puffer von 18.500 mm, die Drehgestelle mit je 2.500 mm Achsstand waren im Mittel 13.200 mm entfernt und die Höhe über Schienenkante betrug 4.027 mm. Der 1916 gebaute Wagen von Compiègne, ein Speisewagen, war bereits über Puffer 20.300 mm lang, die beiden Drehgestelle sind im Mittel schon 14.000 mm entfernt. Die Wagenkastenbreite betrug 2.980 mm. Speise- und Schlafwagen eines Bauzeitraumes besaßen meist gleiche Abmessungen, die einzelnen Serien unterschieden sich im Aussehen in Details wie beispielsweise der Gestaltung der Fenster. Die ab 1908 eingeführten Schlafwagen der Type R (für „Règle“) wurden mit 16 oder 18 Betten gebaut.
Es wurden auch zweiachsige (für Tunesien), dreiachsige (für die Kaiser Ferdinands-Nordbahn) sowie ab 1905 auch sechsachsige Exemplare gebaut. Die Farbgebung war ursprünglich klar lackiertes Teakholz, später wurden die Fahrzeuge gänzlich braun bzw. blau gestrichen.
Die Teakholzwagen dienten auch als Vorbild für Fahrzeuge anderer Bahngesellschaften. Beispielsweise bestellte die südamerikanische Estrada de Ferro Central do Brasil bei der Nesselsdorfer Wagenbau-Fabriks-Gesellschaft fast identische Schlafwagen, darüber hinaus waren auch die Wiener Stadtbahnwagen sowie die Wagen der Pressburger Bahn und die erste Serie der Mariazellerbahn-Personenwagen entsprechend gestaltet. Die Grazer Waggonfabrik nahm die äußere Gestaltung mit Teakholzlatten zum Vorbild der von ihr gebauten elektrischen Triebwagen für Lokalbahnen wie die Überetscher Bahn, die Linzer Lokalbahn, die Lokalbahn Ebelsberg–St. Florian, die Rittner Bahn oder die Lokalbahn Dermulo–Mendel.

## Verbleib

WR 1647 D (Weyer 1911)

Nur wenige der CIWL-Teakholzwagen sind erhalten geblieben, dies sind fast ausschließlich Speisewagen. Neben dem bereits erwähnten 10022 der SSG sind weitere Teakholzwagen museal erhalten, beispielsweise WR 2347 (Ringhoffer 1912) im Eisenbahnmuseum Füsti in Budapest oder WR 2287 (Rába 1911) im Nederlands Spoorwegmuseum. Je ein WL und WR befinden sich als Wracks im Eisenbahnmuseum Strasshof, während der ehemalige Salon-Speisewagen WRS 1943 (Nesselsdorf 1908) vom Verband der Eisenbahnfreunde nach Frankreich verkauft wurde und in Clermont-Ferrand rekonstruiert wird.
Einer der letzten Schlafwagen, WL 2122 (OM 1910), verrottet seit Jahrzehnten auf dem Bahnhofsgelände von Amfikleia in Griechenland, gemeinsam mit dem Gepäckwagen F 1301 (CGC 1898). Der ebenfalls dort abgestellte und "vergessene" Speisewagen WR 1394 (CGC 1894) brannte 2019 ab.
Der für die SSG gebaute WR Dr4Ü 10 (Ringhoffer 1906) ist als „Teak Bar“ mit der Betriebsnummer SR 426 ein betriebsfähiges Exemplar im Besitz der Stiftung Museumsbahn Etzwilen-Singen. Auch der im Besitz der MAV befindliche WR 2347 kommt regelmäßig in Sonderzügen zum Einsatz.
Der Wagen von Compiègne in der Form eines Exemplars der identischen Nachfolgeserie Nr. 2439 steht heute auf der Lichtung von Compiègne.

## Galerie

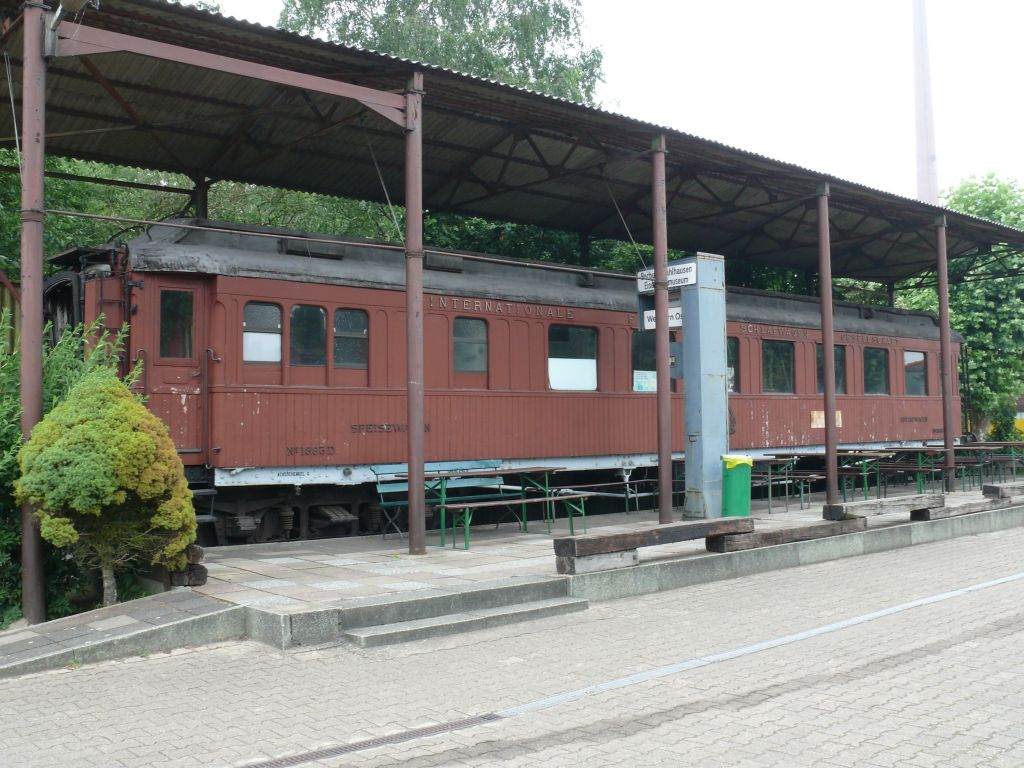
Speisewagen WR 1883 D im Eisenbahnmuseum Bochum-Dahlhausen
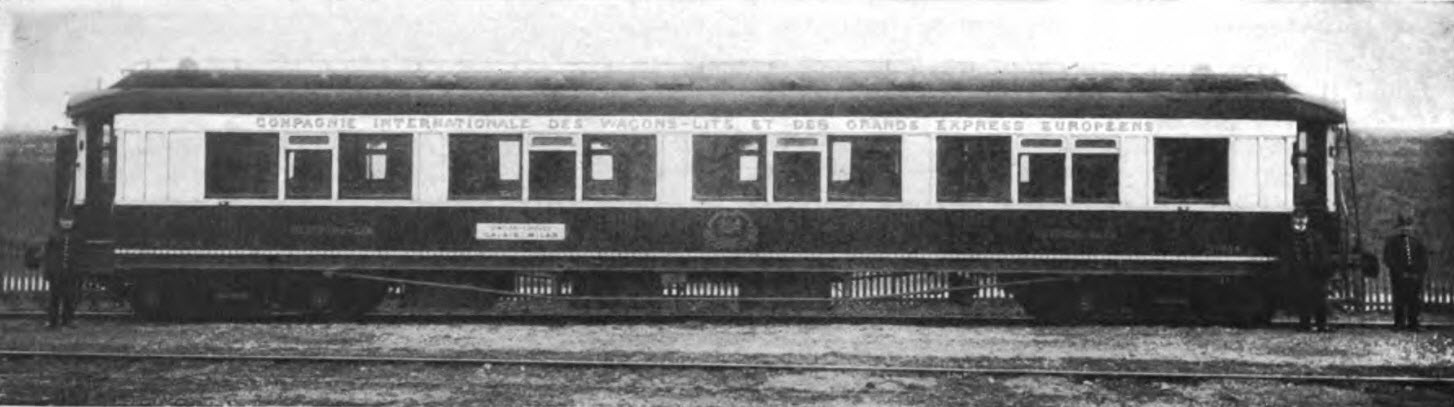
Schlafwagen für den Simplon-Express (1908)
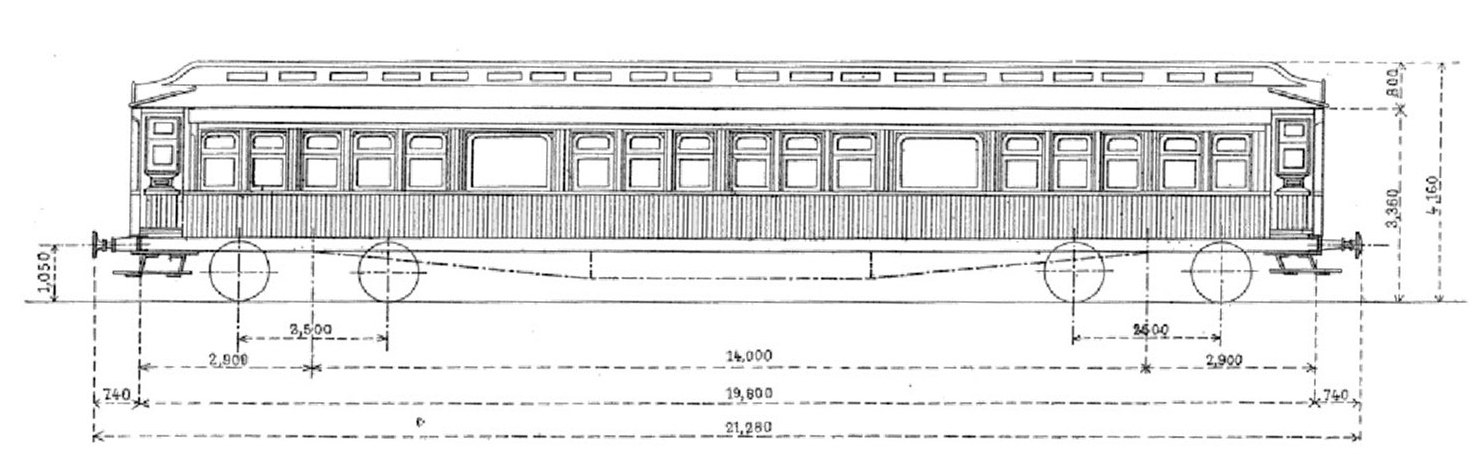
Salonwagen 735 für den Transsibirien-Express
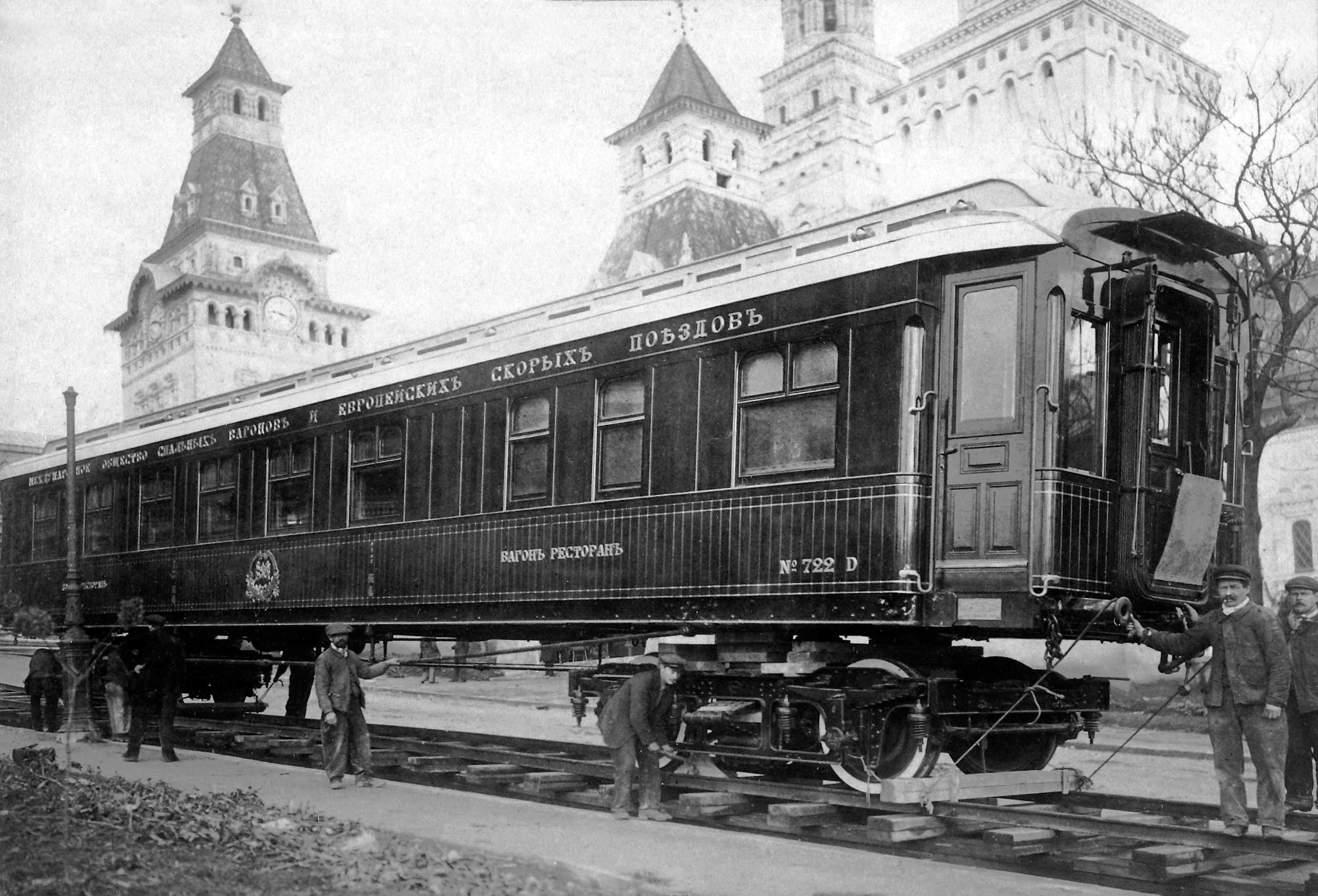
Speisewagen des Transsibirien-Express auf der Weltausstellung 1900
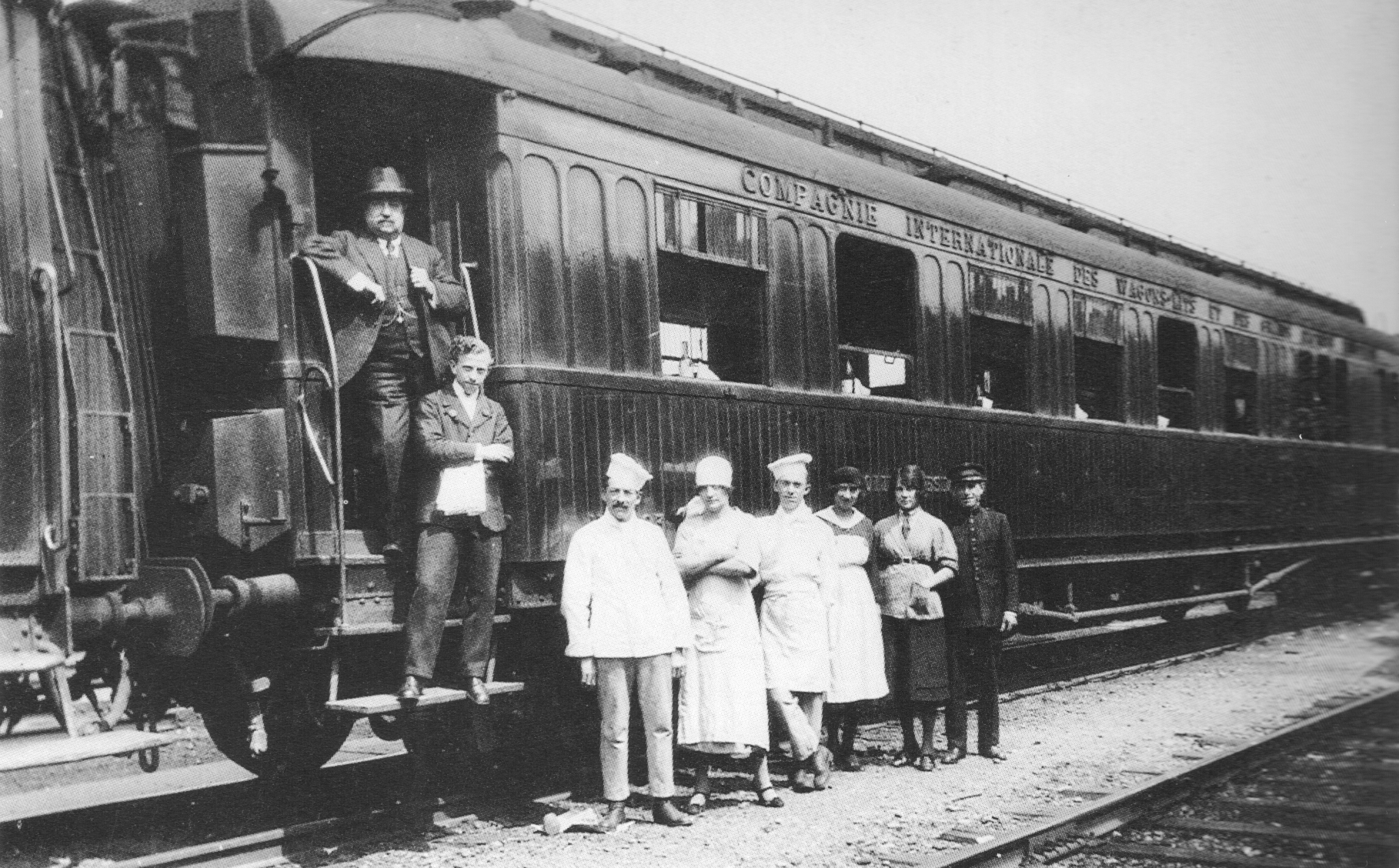
Speisewagen im französischen Präsidentenzug (1919)
Schlaf- und Speisewagen in Russland (1910)
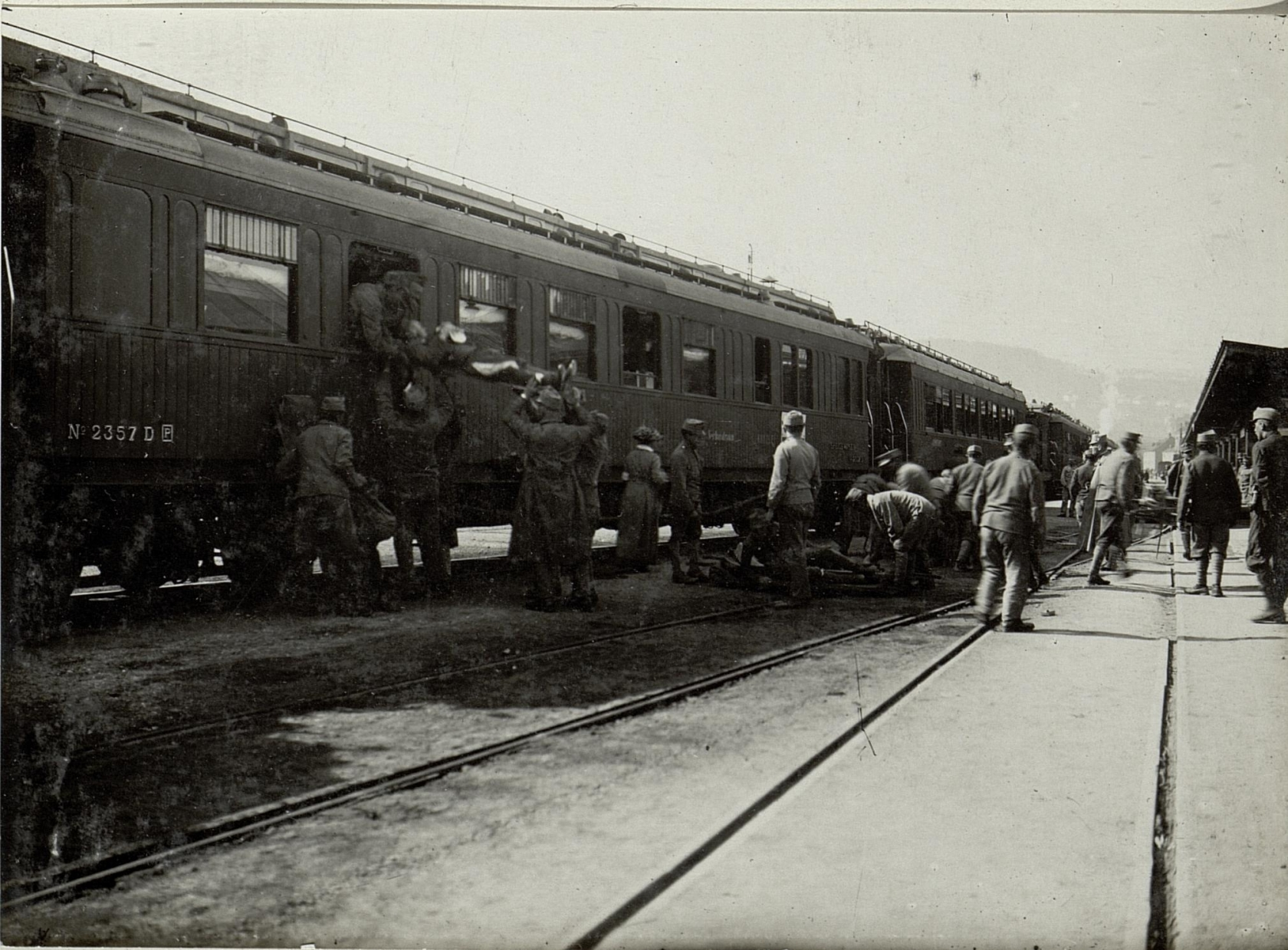
Verwundetentransport der k.u.k Armee (1916)
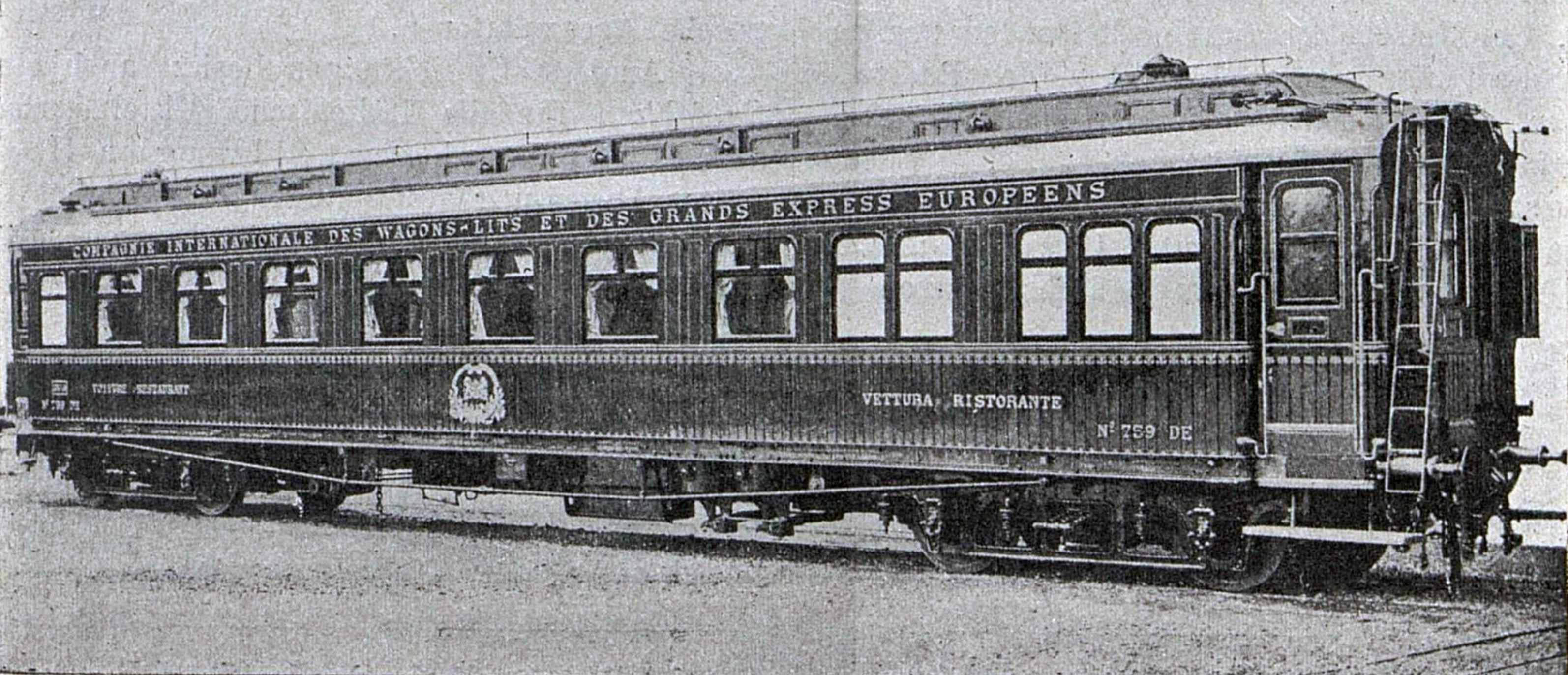
Speisewagen 759 DE (OM 1902)
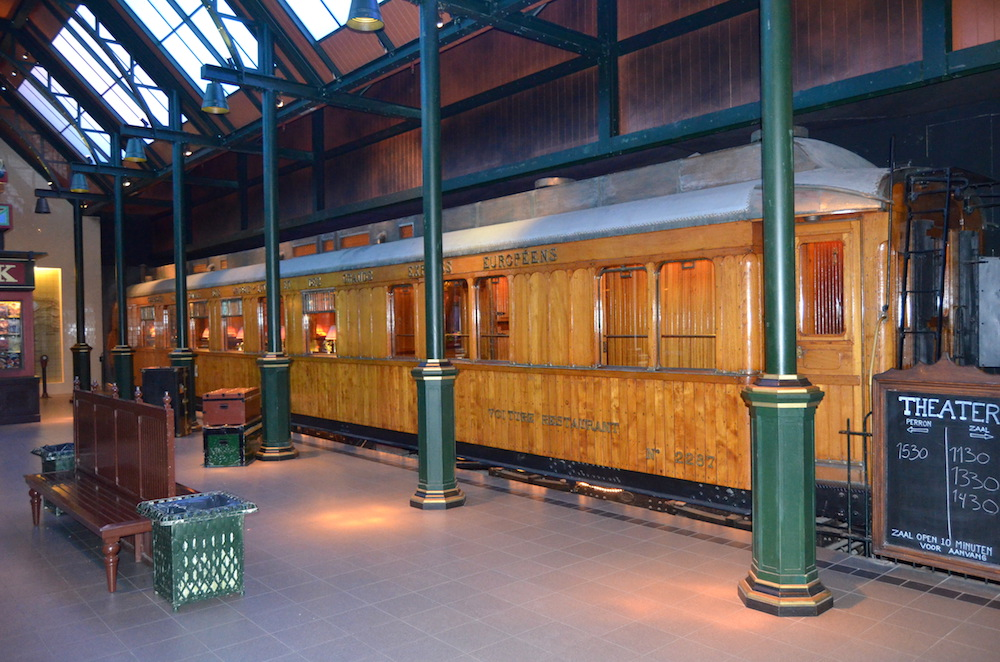
Speisewagen WR 2287 im Nederlands Spoorwegmuseum
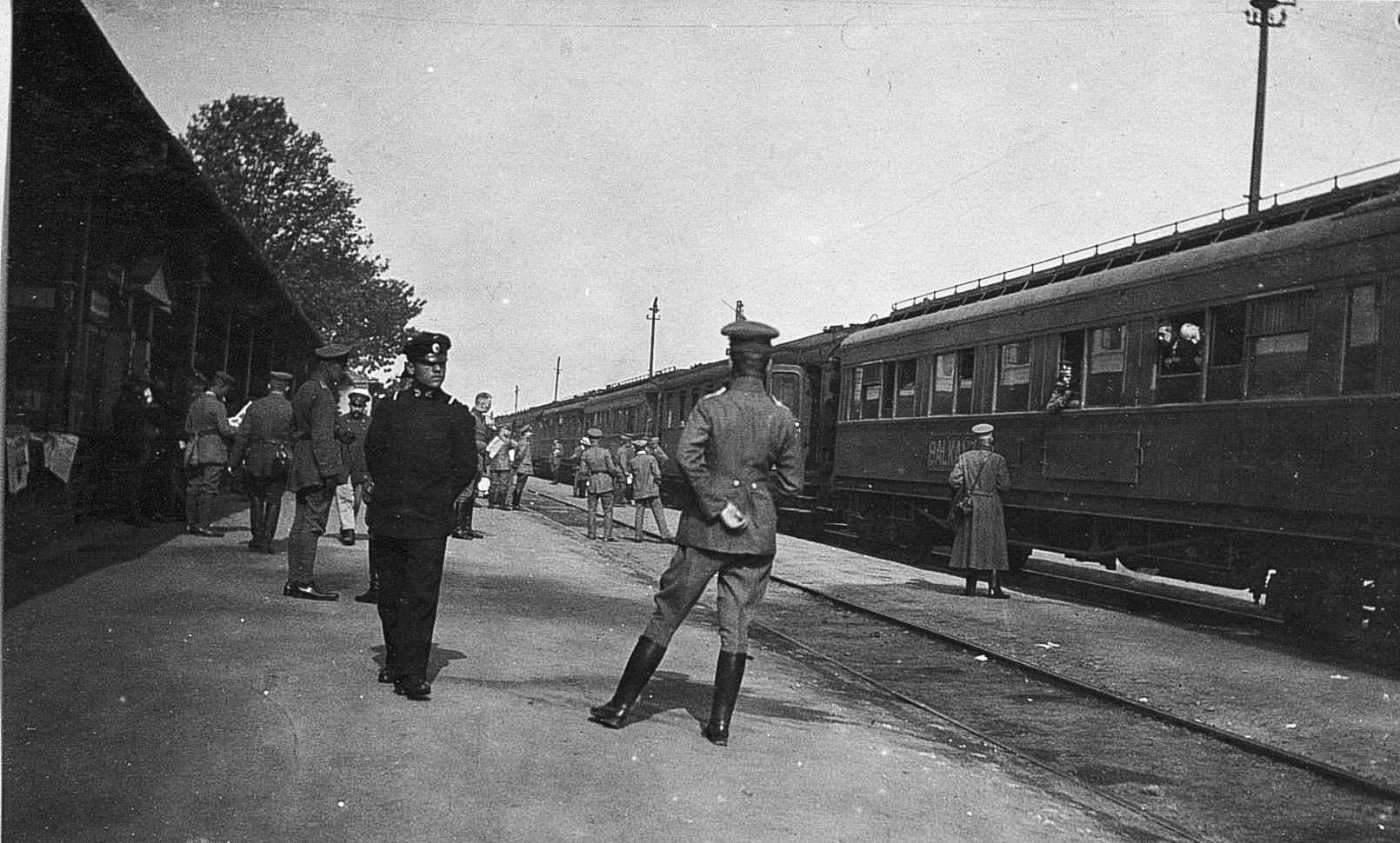
Ehemalige CIWL-Wagen im Balkanzug (1918)
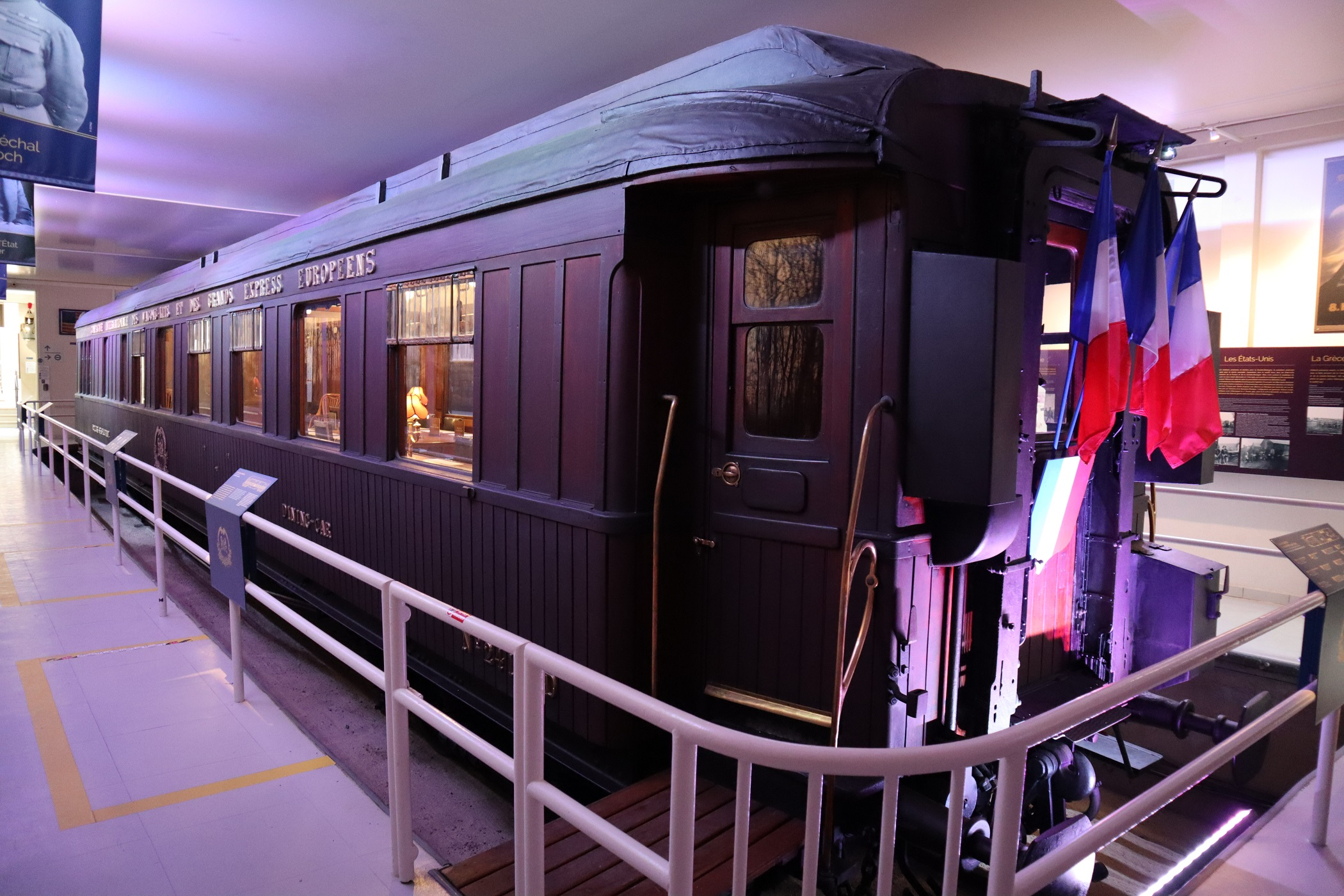
Der Wagen von Compiegne (CGC 1916)
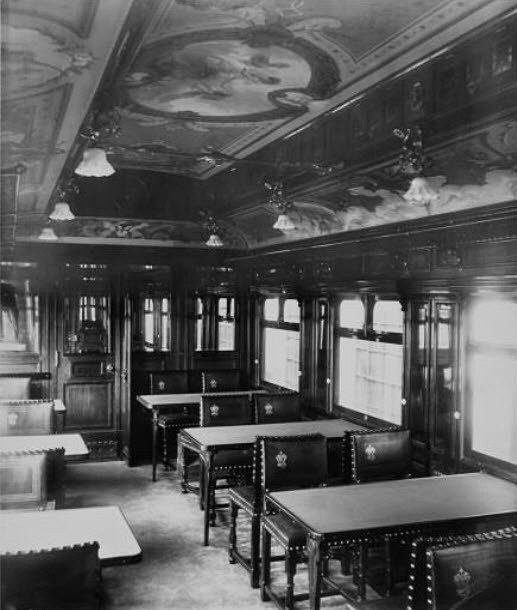
Innenansicht des von Ringhoffer gebauten Speisewagens 681 DE
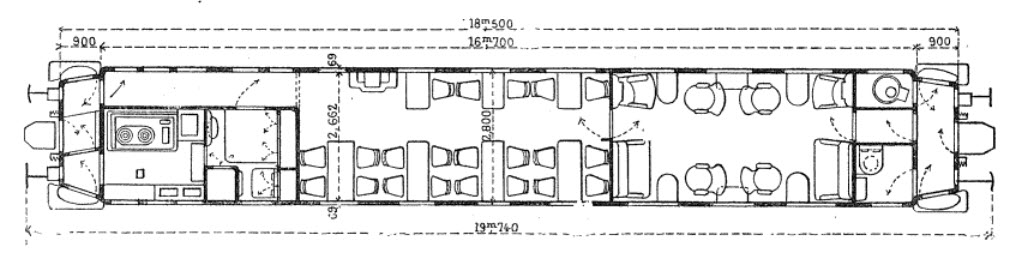
Grundriss von WR 681 DE
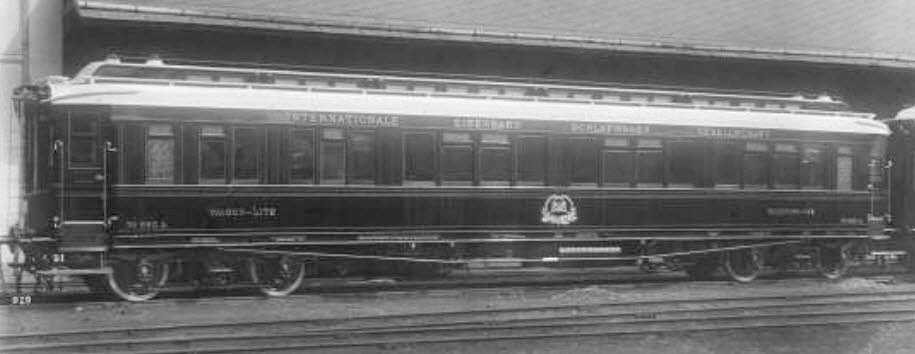
Schlafwagen WL 680 A (Ringhoffer 1900)
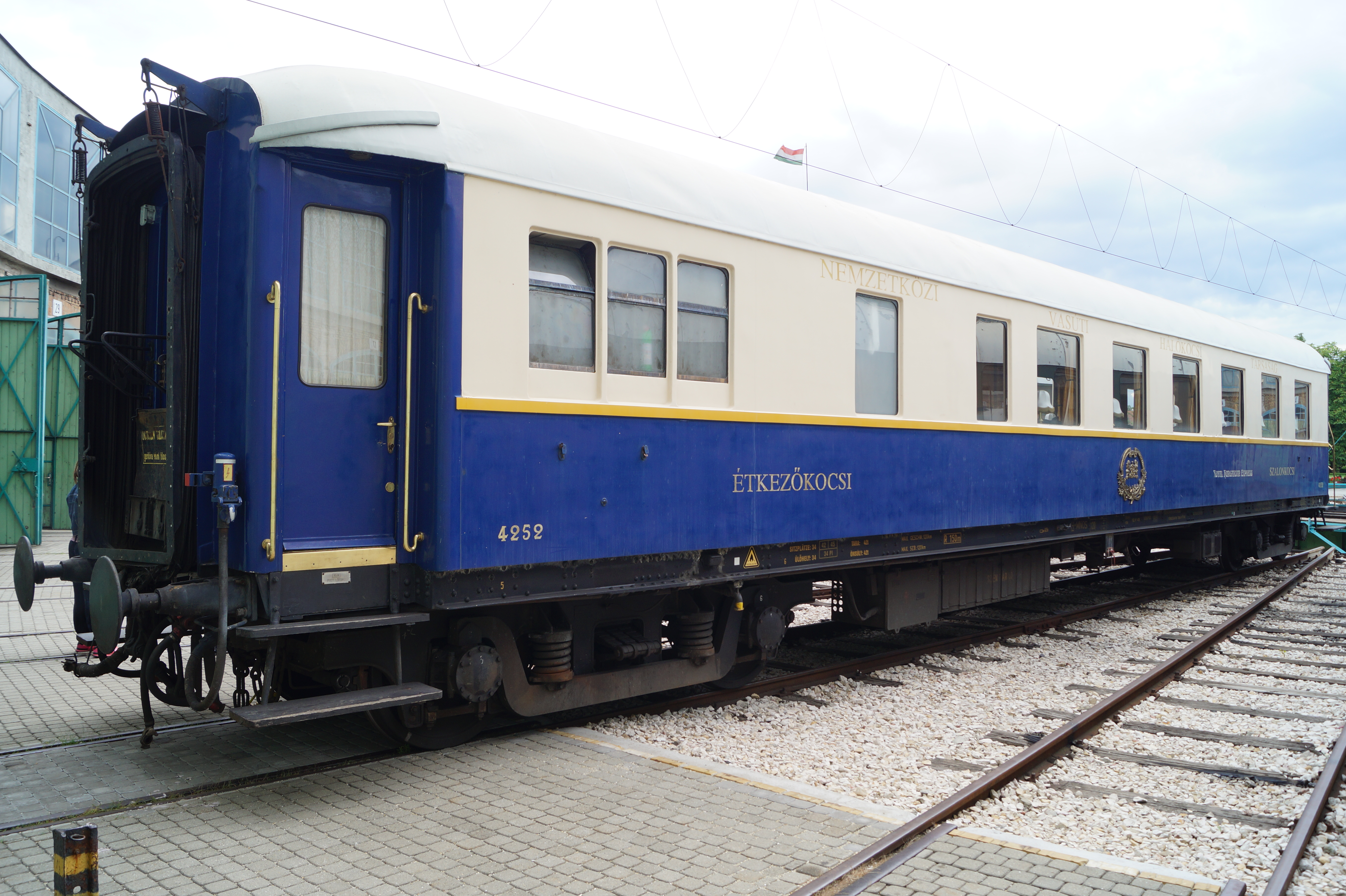
„Metallisierter“ Teakholz-Speisewagen WR 4252 in Budapest (CGC 1916)